# Benighted Soul
Benighted Soul est un groupe de heavy metal français, originaire de Metz et Nancy. Il est formé en 2003, et compte à ses débuts deux démos. Leur style musical est un mélange de metal progressif et symphonique, mais intègre également des éléments plus rock. Le groupe se fait connaître par ses deux albums studio et pour avoir été choisi comme groupe d'ouverture par Tarja Turunen (2010 et 2012), puis par Cradle of Filth (2015) pour leurs concerts en France et en Europe.

## Biographie

### Débuts (2003–2007)
Le groupe est formé en 2003, et produit à ses débuts deux démos, Enchantment (2004) et Catharsis (2006). Bien que trois des membres de la formation de 2012, soient déjà présents à l'époque (Géraldine Gadaut au chant, Jérémie Heyms à la guitare et Jean-Gabriel Bocciarelli à la basse), la musique du groupe s'inspire alors essentiellement de la mouvance symphonique et n'a pas encore la teinte progressive qui la caractérisera plus tard. Cette période est surtout marquée par le décès du claviériste et fondateur du groupe Yann Pacaud, survenu le 5 mars 2006.

### Anesidora(2008–2011)
C'est en 2007 que Benighted Soul prend un nouveau départ avec l'arrivée de deux nouveaux membres : Nicolas Adam et Flavien Morel. Décision est alors prise de réaliser un nouvel EP, Anesidora (sorti en 2008). Cet opus reprend essentiellement d'anciens titres du groupe, entièrement réarrangés par Flavien Morel qui se chargera par la suite de toute la composition pour la formation. Le groupe enchaîne également les concerts en compagnie de groupes comme Delain, Vader, Fairyland ou Kells, et ce partout en France. Il se place notamment à la seconde place du Wacken Metal Battle France en 2008. 
Enfin, fin 2010, parcourt l'Europe avec Tarja (ex-Nightwish), lors du What Lies Beneath Tour.

### Start from Scratch(2011–2012)
En février 2011, Benighted Soul publie son premier album, Start from Scratch, sur le label Savage Prod (distribution Season of Mist). Le disque se hisse à la 1re place des ventes hard/metal du réseau Fnac, et à la 54e place tous styles confondus.
Benighted Soul produit également son premier clip, Edge of Insanity, déjà vu plus de 100 000 fois sur YouTube. En 2012, le groupe est à nouveau invité par Tarja en février pour une tournée européenne de 10 concerts en tant que Main Support qui s'achève au Bataclan à Paris. Il se produit la même année au fameux Metal Female Voices Fest 2012 en Belgique, avec Lacuna Coil, Arch Enemy et Delain.

### Kenotic(depuis 2013)
Au début de 2013, le groupe décide de mettre fin à sa collaboration avec Nicolas Adam, batteur de la formation depuis 2007. Guillaume Bergiron intègre alors Benighted Soul à la veille de l’enregistrement de son second album, Kenotic.
Cet album-concept, publié le 27 octobre 2014 (Savage Prod/Season of Mist), développe la notion de monomythe, introduite par Joseph Campbell ; l'idée selon laquelle les écrits des religions et les mythes ne racontent qu'une seule et même histoire, dont ils ne sont que des variations. Musicalement, Benighted Soul affirme pleinement ses influences progressives. Pour La Grosse Radio, « cet album sait arborer des mélodies complexes et recherchées, sans que l’écoute ne soit pesante ou pompeuse. Une symbiose parfaite entre les éléments symphoniques et progressifs. »
Au début de 2015, le groupe produit un clip vidéo en deux parties (diptyque), Halcyon Days et Martingale. Benighted Soul débute également sa tournée promotionnelle française qui se termine à Thionville où le groupe à l’opportunité d’ouvrir pour Evergrey. En octobre, Cradle of Filth lance un grand concours afin de trouver leur « support act » pour leur tournée européenne : ils choisissent Benighted Soul pour ouvrir pour leurs concerts français.

## Membres

### Membres actuels
- Géraldine Gadaut - chant
- Jérémie Heyms - guitare
- Flavien Morel - claviers, orchestrations
- Jean-Gabriel Bocciarelli - basse, chant

### Anciens membres
- Guillaume Bergiron - batterie (2013–2016)
- Nicolas Adam - batterie (2007–2013)
- Yann Pacaud - claviers (2003–2006)

## Discographie

### Albums studio
- 2011 : Start from Scratch
- 2014 : Kenotic

### EP
- 2008 : Anesidora